# Badimia
Badimia är ett släkte av lavar. Badimia ingår i familjen Ectolechiaceae, ordningen Lecanorales, klassen Lecanoromycetes, divisionen sporsäcksvampar och riket svampar.
|         | Lopadium |
|         | |
|         | Sporopodium                                                                                                   |
|         | |
|         | Loflammiopsis                                                                                                 |
|         | |
|         | Calopadiopsis                                                                                                 |
|         | |
|         | Tapellariopsis                                                                                                |
|         | |
|         | Pseudocalopadia                                                                                               |
|         | |
|         | Loflammia |
|         | |
|         | Sporopodiopsis                                                                                                |
|         | |
|         | Tapellaria |
|         | |
|         | Lasioloma |
|         | |
|         | Pyrenotrichum                                                                                                 |
|         | |
|         | Calopadia |
|         | |
|         | Logilvia |
|         | |
|         | Barubria |
|         | |
| Badimia | \| \| Badimia dimidiata \| \| \| \| \| \| Badimia pallidula \| \| \| \| \| \| Badimia polillensis \| \| \| \| |
|         | \| \| Badimia dimidiata \| \| \| \| \| \| Badimia pallidula \| \| \| \| \| \| Badimia polillensis \| \| \| \| |
|         | Badimia dimidiata                                                                                             |
|         | |
|         | Badimia pallidula                                                                                             |
|         | |
|         | Badimia polillensis                                                                                           |
|         | |

|  | Badimia dimidiata   |
|  |                     |
|  | Badimia pallidula   |
|  |                     |
|  | Badimia polillensis |
|  |                     |